# クロスコネクション
クロスコネクションは、上水の給水・給湯系統とその他の系統が、配管・装置により直接接続されることである。汚染防止のため、水道法によって禁じられている。

## 概要
生命の維持に重要な役割を果たす水や、その供給を担う上水道の汚染を防止するために水道法は上水道がその他の配管と直接連結されないことを求めている。
給湯は給水と同一系統であり、給水に直接接続してもクロスコネクションとならないが、給湯システムの補給水には逆止弁を設置する。

## 状況
クロスコネクションには、井戸水と上水を切換えて使用するために意図的に行なわれるものと、上水配管と雑用水に使用することを意図した配管その他との誤接続によるものがある。前者に対しては、上水道供給自治体が条例を作成し、是正を推進している。また、後者のうち同一ビル内で起こりやすいクロスコネクションに対しては以下の防止策が考えられる。

### 防止策

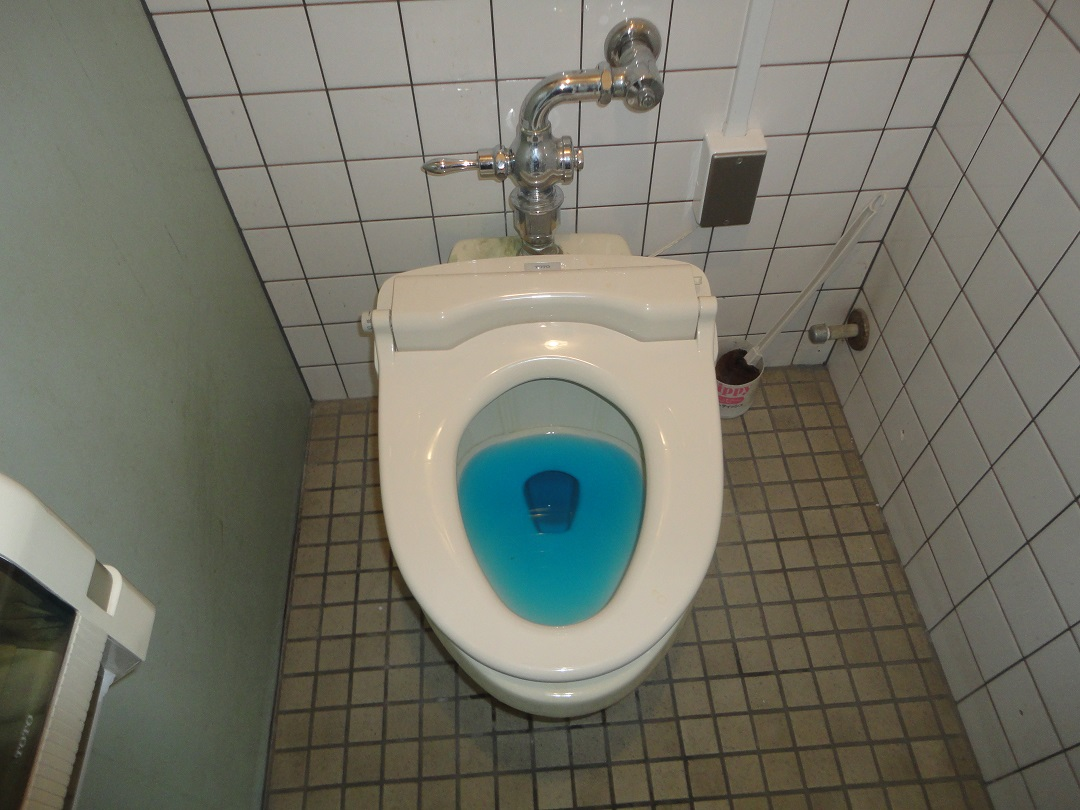
中水の通水試験。

1. 上水配管と雑用水配管の管材を変える
2. 配管に用途、行き先を表示する
3. 雑用水に着色する

### 事故
井戸水との故意のクロスコネクションは、水質によっては健康被害を呼ばないことも考えられるが、水道水が大量に井戸に流入し、莫大な水道料金が発生することもありうる。最近の日本国内のクロスコネクションの事故例を以下に示す。
- 厚生労働省「平成19年度水道関連の主要な事件・事故について」より
  1. 農薬散布用施設との誤接続（東京、2007年）
  2. 中水管との誤接続 （広島、2007年）
  3. 雨水利用配管との誤接続 （東京、2007年）
  4. 温泉水管との誤接続 （秋田、2007年）
- 厚生労働省「平成20年 水道関連の主要な事件・事故について」より
  1. 艦船用消火給水栓との誤接続 （京都、2008年）
  2. 消火管との誤接続 （和歌山、2008年）
  3. 冷却水管との誤接続 （北海道、2008年）
  4. 冷却水管との誤接続 （群馬、2008年）